# L'Affaire de la mutinerie du Caine
Pour plus de détails, voir Fiche technique et Distribution.
L'Affaire de la mutinerie du Caine (The Caine Mutiny Court-Martial) est un film américain réalisé par William Friedkin et sorti en 2023. Il s'agit d'une adaptation du roman Ouragan sur le Caine de Herman Wouk ainsi que de son adaptation en pièce de théâtre. Il s'agit du dernier film du réalisateur décédé la même année.
Il est présenté en avant-première à la Mostra de Venise 2023, avant sa diffusion sur Paramount+.

## Synopsis
L'US Navy est en plein procès dans son quartier général de San Francisco. Le tribunal de la cour martiale, dirigé par le capitaine Luther Blakely, doit juger une supposée mutinerie survenue le 18 décembre 2022 à  bord de l'USS Caine. Ce dragueur de mines allait alors être englouti par un cyclone dans le détroit d'Ormuz dans le golfe Persique, au large des côtes iraniennes. Le lieutenant Stephen Maryk, officier en second, avait alors invoqué le règlement naval pour retirer le commandement à son supérieur, le lieutenant commander Phillip Francis Queeg.
Devant la cour, Maryk se défend en précisant que ses actes étaient justifiés car Queeg était dans un état mental menaçant la sécurité de l'équipage. Le lieutenant Maryk a donc pris la décision de le relever de ses fonctions et de prendre le commandement. Malgré le typhon, l'USS Caine et l'équipage ont survécu. Maryk est malgré tout jugé pour mutinerie et défendu par l'avocat Barney Greenwald, qui a une stratégie très particulière. Plusieurs autres officiers défilent à la barre pour témoigner et la plupart valident la version du commandant Queeg.

## Fiche technique
Sauf indication contraire, les informations mentionnées dans cette section peuvent être confirmées par la base de données cinématographiques IMDb,  présente dans la section « Liens externes ».
- Titre : L'Affaire de la mutinerie du Caine
- Titre alternatif : L'Affaire de la mutinerie Caine
- Titre original : The Caine Mutiny Court-Martial
- Réalisation : William Friedkin
- Scénario : William Friedkin d'après la pièce de théâtre de Herman Wouk du même nom, elle-même basée sur son Ouragan sur le Caine
- Musique : n/a
- Direction artistique : Christiana Rubin
- Décors : Jessica Anderson
- Costumes : Louise Frogley
- Photographie : Michael Grady
- Montage : Darrin Navarro
- Production : Annabelle Dunne et Matthew Parker

Producteur délégué : Michael Salven
- Sociétés de production : Showtime et Paramount Global
- Société de distribution : Showtime Networks / Republic Pictures (États-Unis)
- Budget : n/a
- Pays de production :  États-Unis
- Langue originale : anglais
- Format : couleur
- Genre : film de procès, drame
- Durée : 109 minutes
- Dates de sortie[3] :
  - Italie : 3 septembre 2023 (Mostra de Venise)
  - États-Unis : 6 octobre 2023 (sur Paramount+)
  - France : 17 janvier 2024 (sur Paramount+)

## Distribution
- Kiefer Sutherland (VF : Matthieu Albertini) : le lieutenant commander Philip Francis Queeg
- Jason Clarke (VF : Philippe Valmont) : le lieutenant Barney Greenwald
- Jake Lacy (VF : Damien Ferrette) : le lieutenant Stephen Maryk
- Monica Raymund (VF : Anne Dolan) : le commandant Katherine Challee
- Lance Reddick (VF : Thierry Desroses) : le capitaine Luther Blakely
- Lewis Pullman (VF : Alexandre Gillet) : le lieutenant Thomas Keefer
- Elizabeth Anweis (VF : Christine Braconnier) : le capitaine Joan Lundeen MD
- Tom Riley (VF : Thomas Roditi) : le lieutenant Willis Keith
- Francois Battiste (VF : Jean-Baptiste Anoumon) : le capitaine Randolph Southard
- Jay Duplass (VF : Laurent Morteau) : le lieutenant Allen Bird MD
- Stephanie Erb : le contre-amiral Lucille Stutz
- Dale Dye : le vice-amiral R. T. Dewey

 Source et légende : version française (VF) sur RS Doublage

## Production
En août 2022, le site Deadline.com révèle qu'une nouvelle adaptation du roman Ouragan sur le Caine de Herman Wouk réalisée par William Friedkin est en développement. Il n'avait plus mis en scène de long métrage depuis Killer Joe (2011). Kiefer Sutherland est alors annoncé dans le rôle du lieutenant commander Phillip Queeg. Il est précisé que le scénario sera très proche de la pièce de théâtre adaptée du roman original. William Friedkin a lui-même modifié le scénario de Herman Wouk avec une chronologie différente, ainsi qu'en le situant dans le golfe Persique, par opposition au cadre de la Seconde Guerre mondiale dans le roman.
Le tournage débute en janvier 2023. C'est l'un des derniers projets de l'acteur Lance Reddick, avant sa mort en mars 2023. Griffin Dunne est alors annoncé dans un rôle,. En raison de l'âge et de l'état de santé du réalisateur, la production a dû — pour des questions d'assurance — lui adjoindre un réalisateur suppléant. Guillermo del Toro a ainsi épaulé William Friedkin. La productrice Annabelle Dunne déclare notamment : « Il a gracieusement accepté, et bien qu’il venait à peine de terminer Pinocchio, il est venu tous les jours sur le tournage pour s’asseoir à côté de Billy. Il nous disait qu’il était en quelque sorte la mascotte du film. »

## Accueil critique
Sur le site d'agrégation de critiques Rotten Tomatoes, le film obtient 94% d'avis favorables, pour 52 critiques et une note moyenne de 7,3⁄10. Le consensus suivant résumé les avis collectés : « Le dernier film d'un maître du médium, The Caine Mutiny Court-Martial sert de rappel captivant qu'un seul décor, un casting solide et des dialogues bien écrits sont parfois tout ce dont vous avez besoin. » Sur le site Metacritic, qui utilise une moyenne pondérée, le film obtient la note de 71⁄100 pour 21 critiques.
En France, le site Allociné propose une note moyenne de 3,3⁄5 basée sur 6 titres de presse.

## Distinction

### Sélection
- Mostra de Venise 2023 : hors compétition[12],[13].